# Soil Biology and Biochemistry
Soil Biology and Biochemistry — міжнародний науковий журнал, спеціалізований на статтях, присвячених вивченню біологічних процесів у ґрунті.